# Goodman Fielder
Goodman Fielder Limited ist ein australischer börsennotierter Lebensmittelkonzern mit Sitz in North Ryde (Vorort von Sydney). Die Hauptabsatzmärkte liegen in Australien und Neuseeland. Hauptsitz in Neuseeland ist Auckland. Die Aktien des Unternehmens sind an der ASX und der NZX gelistet. Das Unternehmen ist der größte Brothersteller Australiens. Zum Sortiment gehören weiterhin Milcherzeugnisse, Streichfette, Öle, Salatsaucen und verschiedene Lebensmittelzutaten. Hergestellt werden 28 Markenartikel mit über 2000 Produktlinien. Vertrieben werden die Produkte auf insgesamt 22 Absatzmärkten.

## Unternehmensgeschichte

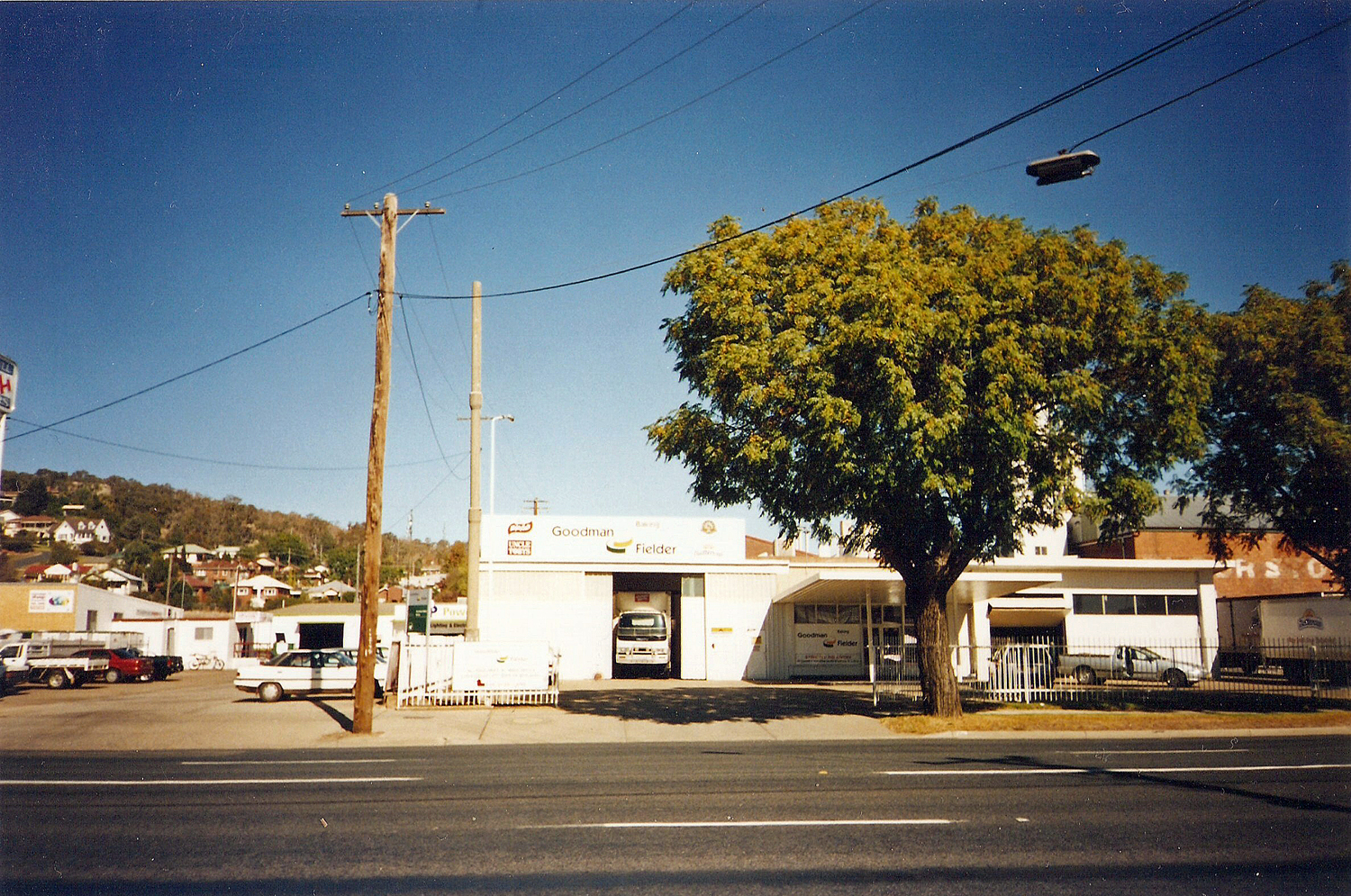
Ehemalige Bäckerei „Wagga Wagga“ (2003); aufgegeben 2007

Das Unternehmen wurde 1986 gegründet, nachdem „Allied Mills Ltd.“ und „Goodman Group Ltd.“ zusammengeschlossen worden waren. Nach dieser Fusion kamen noch dreizehn weitere Unternehmen zur Gesellschaft hinzu. 2003 übernahm der Hauptkonkurrent „Burns Philp“ das Unternehmen, als dessen Börsengang bevorstand. In den Folgejahren wurden Aktien zunehmend wieder verkauft. 2007 veräußerte „Burns Philp“ seine restlichen Aktienanteile in Höhe von 20 %, sodass Goodman Fielder wieder als selbständiges Unternehmen an der Börse gelistet war. Einige Marken wurden an PepsiCo und Nestlé abgestoßen.
Nachdem Goodman Fielder jahrelang Profitabilitätsprobleme hatte, weshalb einige Fabriken veräußert oder aufgegeben wurden, um sich mehr auf Kerngeschäftsfelder zu konzentrieren, wurde Goodman Fielder im März 2015 an den singapurischen Agrarkonzern Wilmar International und das in Hongkong ansässige Investmentunternehmen First Pacific (das hälftig am größten indonesischen Lebensmittelunternehmen Indofood beteiligt ist) verkauft. Der seit Juli 2011 amtierende CEO Chris Delaney, vormals „Asia Pacific President“ der Campbell Soup Company, trat zurück und wurde durch Scott Weitemeyer ersetzt. Künftig soll der Absatz in asiatische Märkte verstärkt werden und durch Kooperation mit Indofood deren Produkte über Goodman Fielder im australischen und neuseeländischen Markt vertrieben werden.

## Produkte
Marken des Unternehmens sind Cornwell's,Edmond, Quality Bakers, Champion, Irvines, Meadow Lea, Olivani, Diamond, White Wings, Praise, Ernest Adams, Top Hat, Tararua, Meadow Fresh, Puhoi Cheese, Kiwi Meats, Huttons, Holbrooks, Leaning Tower, La Famiglia und Vogel's (ein Brot, das auf einem Rezept des Nahrungsexperten Alfred Vogel beruht).
Zahlreiche Produkte exportiert die Gesellschaft in etwa 30 Länder. Goodman Fielder teilt sich in vier Geschäftsbereiche auf, Home Ingredients, Baking, Dairy und Commercial Fats & Oils.